# Ralph Herbert Turner
Ralph Herbert Turner (* 15. Dezember 1919 in Effingham, Illinois; † 5. April 2014 in Pacific Palisades, Kalifornien) war ein US-amerikanischer Soziologe und 60. Präsident der American Sociological Association. Er übte das Amt 1969 aus, nachdem der vor ihm gewählte Arnold Marshall Rose wegen seines plötzlichen Todes die Präsidentschaft nicht antreten konnte.
Turner wurde an der University of Chicago zum Ph.D. promoviert und lehrte von 1948 bis 1990 als Soziologie-Professor an der University of California, Los Angeles. 1984 wurde er zum Mitglied der American Academy of Arts and Sciences gewählt. Er arbeitete insbesondere zur Katastrophensoziologie, zur sozialen Mobilität und zum Symbolischen Interaktionismus.

## Schriften (Auswahl)
- Collective Behavior, 1957 (dritte Auflage 1987).
- Family Interaction, 1970.
- Waiting for Disaster. Earthquake Watch in California, 1986.